# ダイヤモンドシアター
『ダイヤモンドシアター』は、TBSで毎週日曜未明（土曜深夜）に放送されていた映画番組。当初は毎週放送であったが、2005年4月から第1土曜の翌日未明（第1土曜深夜）のみの放送に縮小された。

## 概要
- 『星期六我家的電視』の後番組として1992年10月スタート。開始当初はアメリカのテレビドラマ『ツイン・ピークス』を第1部、その後に第2部として国内外の映画を放映する体制だった。
- 放送時間について、初期は0:45スタートであったが、『ツイン・ピークス』の後番組として1993年5月から『速報Jリーグ』（『スーパーサッカー』の前身）が開始されるのに伴い1:15スタートとなり、その後は『COUNT DOWN TV』の木曜0:40 - 1:10（水曜深夜）枠からの移動に『ランク王国』の開始、両番組の放送時間拡大、と時がたつにつれて、2時台からの放送となった。
- この番組は開始当初、TBS以外の一部TBS系列局にもネットされており、そのうち静岡放送（SBS）においては、『星期六我家的電視』を第2部までフルネットしていたことによる「後継枠扱い」として『ツイン・ピークス』と合わせて同時ネットされていたが、1994年頃の番組改編をもって打ち切られている[1]。
- 2005年4月よりは月1回の放送に縮小される。放送のない週には毎日放送制作のバラエティー番組『ロケみつ〜ロケ×ロケ×ロケ〜』（2009年11月 - 2011年3月）、アメリカ・メジャーリーグや格闘技などのスポーツ特番などが編成されている。
- 映画本編の放送前に、宮内鎮雄アナウンサーによる新作映画紹介コーナーがあった。宮内は2005年にTBSを退社したものの、フリー転向後もこの番組を引き続き担当した。

## 放送時間
- 終了時点では毎月第1土曜の翌日未明 2:18 - 4:18（終了時間は一定しなかった)
  - 2015年3月9日（月）2:29 - 4:30には本来の放送日時ではないが、臨時枠移動の上、映画『アンブレイカブル』が放送されている。

## TBSでの映画番組
TBSテレビでは、かつて全国ネットでゴールデンタイムや日曜昼間に毎週放送してきたが、全国ネットでの定期番組は1993年9月にひとまず撤退。以後2時間ドラマやスポーツ・ドキュメンタリーなども扱う「混成枠」での放送となり、『水曜プレミア』『月曜ゴールデン』などの枠で映画が放映されることがあった。2012年4月になって、18年半ぶりに全国ネットによるゴールデン・プライムタイムでの映画番組が登場したが、すでに廃枠済み。
また関東ローカルでは、現在『王様のブランチ・第2部』（11:59 - 14:00）が放送されている土曜12時からの2時間枠で、かつては毎週の映画番組（『土曜映画招待席』など）を放送してきた。
- 月曜ロードショー（1969年10月 - 1987年9月、別の曜日に放送されていた時期についての記述もあり）
- 水曜ロードショー（1989年10月 - 1993年9月）
- 水曜プレミアシネマ（2012年4月 - 2013年3月）
- 日曜ヒットスクリーン